# Eleições legislativas portuguesas de 2009 no distrito de Beja
| Eleições legislativas portuguesas de 2009 Distritos: Aveiro \| Beja \| Braga \| Bragança \| Castelo Branco \| Coimbra \| Évora \| Faro \| Guarda \| Leiria \| Lisboa \| Portalegre \| Porto \| Santarém \| Setúbal \| Viana do Castelo \| Vila Real \| Viseu \| Açores \| Madeira \| Estrangeiro |

## Resultados por Concelho
Os resultados nos concelhos do Distrito de Beja foram os seguintes:

### Aljustrel
| Partido                 | Partido                        | Votos | %               | +/-   |
| ----------------------- | ------------------------------ | ----- | --------------- | ----- |
|                         | Coligação Democrática Unitária | 2 440 | 42,23 / 100,00  | 4,85  |
|                         | Partido Socialista             | 1 949 | 33,73 / 100,00  | 11,45 |
|                         | Bloco de Esquerda              | 556   | 9,62 / 100,00   | 4,63  |
|                         | Partido Social Democrata       | 399   | 6,91 / 100,00   | 0,40  |
|                         | CDS – Partido Popular          | 208   | 3,60 / 100,00   | 1,87  |
|                         | PCTP/MRPP                      | 63    | 1,09 / 100,00   | 0,94  |
|                         | Outros                         | 73    | 1,27 / 100,00   |       |
| Votos Inválidos         | Votos Inválidos                | 90    | 1,55 / 100,00   | 0,02  |
| Total                   | Total                          | 5 778 | 100,00 / 100,00 |       |
| Eleitorado/Participação | Eleitorado/Participação        | 9 172 | 63,00 / 100,00  | 2,96  |

| Freguesia             | %     | %     | %     | %    | %    | %    | Votantes |
| Freguesia             | CDU   | PS    | BE    | PSD  | CDS  | PCTP | Votantes |
| --------------------- | ----- | ----- | ----- | ---- | ---- | ---- | -------- |
| Aljustrel             | 43,47 | 31,87 | 10,68 | 6,91 | 3,37 | 0,95 | 3 053    |
| Ervidel               | 45,91 | 28,07 | 9,50  | 7,60 | 4,97 | 1,17 | 684      |
| Messejana             | 36,80 | 37,85 | 9,68  | 5,81 | 4,75 | 1,23 | 568      |
| Rio de Moinhos        | 42,16 | 34,53 | 11,65 | 5,30 | 2,97 | 1,48 | 472      |
| São João de Negrilhos | 39,06 | 40,56 | 5,49  | 7,79 | 3,00 | 1,20 | 1 001    |
| Aljustrel             | 42,23 | 33,73 | 9,62  | 6,91 | 3,60 | 1,09 | 5 778    |

### Almodôvar
| Partido                 | Partido                        | Votos | %               | +/-   |
| ----------------------- | ------------------------------ | ----- | --------------- | ----- |
|                         | Partido Socialista             | 1 582 | 36,43 / 100,00  | 20,36 |
|                         | Partido Social Democrata       | 1 079 | 24,85 / 100,00  | 6,09  |
|                         | Bloco de Esquerda              | 607   | 13,98 / 100,00  | 7,90  |
|                         | Coligação Democrática Unitária | 561   | 12,92 / 100,00  | 2,37  |
|                         | CDS – Partido Popular          | 224   | 5,16 / 100,00   | 2,70  |
|                         | PCTP/MRPP                      | 73    | 1,68 / 100,00   | 0,13  |
|                         | Outros                         | 87    | 2,01 / 100,00   |       |
| Votos Inválidos         | Votos Inválidos                | 129   | 2,97 / 100,00   | 0,44  |
| Total                   | Total                          | 4 342 | 100,00 / 100,00 |       |
| Eleitorado/Participação | Eleitorado/Participação        | 7 390 | 58,76 / 100,00  | 0,64  |

| Freguesia                   | %     | %     | %     | %     | %    | %    | Votantes |
| Freguesia                   | PS    | PSD   | BE    | CDU   | CDS  | PCTP | Votantes |
| --------------------------- | ----- | ----- | ----- | ----- | ---- | ---- | -------- |
| Aldeia dos Fernandes        | 42,98 | 21,63 | 8,15  | 17,98 | 2,81 | 2,25 | 356      |
| Almodôvar                   | 32,71 | 25,18 | 18,19 | 12,46 | 5,68 | 1,31 | 1 990    |
| Gomes Aires                 | 49,42 | 27,41 | 5,41  | 6,56  | 4,25 | 1,54 | 259      |
| Rosário                     | 33,23 | 16,92 | 22,96 | 16,01 | 5,74 | 2,11 | 331      |
| Santa Clara-a-Nova          | 33,93 | 31,12 | 6,89  | 14,29 | 4,85 | 1,28 | 392      |
| Santa Cruz                  | 40,32 | 20,95 | 12,16 | 13,06 | 4,73 | 2,70 | 444      |
| São Barnabé                 | 33,72 | 38,66 | 6,10  | 5,52  | 7,85 | 3,20 | 344      |
| Senhora da Graça de Padrões | 49,56 | 11,50 | 10,62 | 20,35 | 1,77 | 0    | 226      |
| Almodôvar                   | 36,43 | 24,85 | 13,98 | 12,92 | 5,16 | 1,68 | 4 342    |

### Alvito
| Partido                 | Partido                        | Votos | %               | +/-   |
| ----------------------- | ------------------------------ | ----- | --------------- | ----- |
|                         | Partido Socialista             | 443   | 32,15 / 100,00  | 14,93 |
|                         | Coligação Democrática Unitária | 383   | 27,79 / 100,00  | 3,25  |
|                         | Partido Social Democrata       | 260   | 18,87 / 100,00  | 3,25  |
|                         | Bloco de Esquerda              | 114   | 8,27 / 100,00   | 4,20  |
|                         | CDS – Partido Popular          | 105   | 7,62 / 100,00   | 4,34  |
|                         | PCTP/MRPP                      | 28    | 2,03 / 100,00   | 0,04  |
|                         | Outros                         | 29    | 2,10 / 100,00   |       |
| Votos Inválidos         | Votos Inválidos                | 16    | 1,17 / 100,00   | 1,47  |
| Total                   | Total                          | 1 378 | 100,00 / 100,00 |       |
| Eleitorado/Participação | Eleitorado/Participação        | 2 120 | 65,00 / 100,00  | 1,10  |

| Freguesia            | %     | %     | %     | %    | %     | %    | Votantes |
| Freguesia            | PS    | CDU   | PSD   | BE   | CDS   | PCTP | Votantes |
| -------------------- | ----- | ----- | ----- | ---- | ----- | ---- | -------- |
| Alvito               | 24,50 | 30,37 | 22,06 | 7,88 | 10,17 | 1,72 | 698      |
| Vila Nova da Baronia | 40,00 | 25,15 | 15,59 | 8,68 | 5,00  | 2,35 | 680      |
| Alvito               | 32,15 | 27,79 | 18,87 | 8,27 | 7,62  | 2,03 | 1 378    |

### Barrancos
| Partido                 | Partido                        | Votos | %               | +/-   |
| ----------------------- | ------------------------------ | ----- | --------------- | ----- |
|                         | Partido Socialista             | 354   | 37,07 / 100,00  | 16,94 |
|                         | Coligação Democrática Unitária | 319   | 33,40 / 100,00  | 12,38 |
|                         | Partido Social Democrata       | 99    | 10,37 / 100,00  | 1,61  |
|                         | CDS – Partido Popular          | 90    | 9,42 / 100,00   | 6,27  |
|                         | Bloco de Esquerda              | 51    | 5,34 / 100,00   | 2,50  |
|                         | Outros                         | 17    | 1,78 / 100,00   |       |
| Votos Inválidos         | Votos Inválidos                | 25    | 2,62 / 100,00   | 0,63  |
| Total                   | Total                          | 955   | 100,00 / 100,00 |       |
| Eleitorado/Participação | Eleitorado/Participação        | 1 562 | 61,14 / 100,00  | 0,45  |

| Freguesia | %     | %     | %     | %    | %    | Votantes |
| Freguesia | PS    | CDU   | PSD   | CDS  | BE   | Votantes |
| --------- | ----- | ----- | ----- | ---- | ---- | -------- |
| Barrancos | 37,07 | 33,40 | 10,37 | 9,42 | 5,34 | 955      |
| Barrancos | 37,07 | 33,40 | 10,37 | 9,42 | 5,34 | 955      |

### Beja
| Partido                 | Partido                        | Votos  | %               | +/-   |
| ----------------------- | ------------------------------ | ------ | --------------- | ----- |
|                         | Partido Socialista             | 5 979  | 31,88 / 100,00  | 16,93 |
|                         | Coligação Democrática Unitária | 5 227  | 27,87 / 100,00  | 4,51  |
|                         | Partido Social Democrata       | 3 109  | 16,58 / 100,00  | 2,87  |
|                         | Bloco de Esquerda              | 2 182  | 11,64 / 100,00  | 5,56  |
|                         | CDS – Partido Popular          | 1 303  | 6,95 / 100,00   | 3,03  |
|                         | PCTP/MRPP                      | 220    | 1,17 / 100,00   | 0,14  |
|                         | Outros                         | 215    | 1,17 / 100,00   |       |
| Votos Inválidos         | Votos Inválidos                | 517    | 2,75 / 100,00   | 0,54  |
| Total                   | Total                          | 18 752 | 100,00 / 100,00 |       |
| Eleitorado/Participação | Eleitorado/Participação        | 30 887 | 60,71 / 100,00  | 4,50  |

| Freguesia                   | %     | %     | %     | %     | %     | %    | Votantes |
| Freguesia                   | PS    | CDU   | PSD   | BE    | CDS   | PCTP | Votantes |
| --------------------------- | ----- | ----- | ----- | ----- | ----- | ---- | -------- |
| Albernoa                    | 35,57 | 41,83 | 8,28  | 6,26  | 3,58  | 2,01 | 447      |
| Baleizão                    | 16,73 | 55,22 | 6,29  | 16,55 | 2,16  | 0,54 | 556      |
| Beja (Salvador)             | 32,78 | 21,21 | 19,13 | 13,30 | 7,95  | 0,93 | 3 121    |
| Beja (Santa Maria da Feira) | 30,79 | 25,77 | 16,37 | 14,54 | 6,68  | 1,06 | 1 692    |
| Beja (Santiago Maior)       | 29,68 | 29,98 | 14,08 | 14,91 | 7,07  | 0,96 | 3 763    |
| Beja (São João Baptista)    | 28,10 | 14,09 | 31,42 | 11,30 | 10,36 | 0,54 | 3 698    |
| Beringel                    | 38,13 | 29,40 | 12,05 | 7,13  | 8,00  | 0,86 | 813      |
| Cabeça Gorda                | 36,54 | 42,82 | 7,71  | 4,98  | 4,03  | 1,90 | 843      |
| Mombeja                     | 44,96 | 27,73 | 5,88  | 10,50 | 4,20  | 2,94 | 238      |
| Nossa Senhora das Neves     | 37,31 | 32,00 | 9,22  | 10,41 | 3,58  | 1,74 | 922      |
| Quintos                     | 38,54 | 40,00 | 4,88  | 6,83  | 5,85  | 1,46 | 205      |
| Salvada                     | 29,31 | 46,84 | 8,56  | 4,91  | 4,21  | 2,81 | 713      |
| Santa Clara de Louredo      | 34,31 | 41,42 | 3,97  | 12,34 | 2,93  | 2,00 | 478      |
| Santa Vitória               | 34,07 | 41,42 | 7,84  | 7,60  | 5,15  | 1,72 | 408      |
| São Brissos                 | 21,43 | 62,50 | 7,14  | 7,14  | 0     | 1,79 | 56       |
| São Matias                  | 49,07 | 18,94 | 16,15 | 7,76  | 4,97  | 1,24 | 322      |
| Trigaches                   | 44,59 | 27,39 | 7,64  | 6,37  | 6,05  | 2,55 | 314      |
| Trindade                    | 34,97 | 36,81 | 4,29  | 7,98  | 6,75  | 3,07 | 163      |
| Beja                        | 31,88 | 27,87 | 16,58 | 11,64 | 6,95  | 1,17 | 18 752   |

### Castro Verde
| Partido                 | Partido                        | Votos | %               | +/-   |
| ----------------------- | ------------------------------ | ----- | --------------- | ----- |
|                         | Partido Socialista             | 1 313 | 33,44 / 100,00  | 17,42 |
|                         | Coligação Democrática Unitária | 1 280 | 32,59 / 100,00  | 6,74  |
|                         | Bloco de Esquerda              | 519   | 13,22 / 100,00  | 5,93  |
|                         | Partido Social Democrata       | 434   | 11,05 / 100,00  | 1,56  |
|                         | CDS – Partido Popular          | 201   | 5,12 / 100,00   | 2,87  |
|                         | PCTP/MRPP                      | 45    | 1,15 / 100,00   | 0,94  |
|                         | Outros                         | 46    | 1,16 / 100,00   |       |
| Votos Inválidos         | Votos Inválidos                | 89    | 2,26 / 100,00   | 0,85  |
| Total                   | Total                          | 3 927 | 100,00 / 100,00 |       |
| Eleitorado/Participação | Eleitorado/Participação        | 6 624 | 59,28 / 100,00  | 3,50  |

| Freguesia                | %     | %     | %     | %     | %    | %    | Votantes |
| Freguesia                | PS    | CDU   | BE    | PSD   | CDS  | PCTP | Votantes |
| ------------------------ | ----- | ----- | ----- | ----- | ---- | ---- | -------- |
| Casével                  | 36,32 | 38,57 | 10,31 | 7,17  | 3,59 | 1,79 | 223      |
| Castro Verde             | 32,35 | 28,08 | 15,60 | 13,26 | 6,44 | 0,94 | 2 436    |
| Entradas                 | 29,62 | 44,31 | 9,00  | 7,11  | 3,08 | 2,61 | 422      |
| Santa Bárbara de Padrões | 40,98 | 34,92 | 10,16 | 6,72  | 2,79 | 0,49 | 610      |
| São Marcos da Ataboeira  | 29,24 | 46,61 | 6,78  | 10,17 | 2,54 | 1,69 | 236      |
| Castro Verde             | 33,44 | 32,59 | 13,22 | 11,05 | 5,12 | 1,15 | 3 927    |

### Cuba
| Partido                 | Partido                        | Votos | %               | +/-  |
| ----------------------- | ------------------------------ | ----- | --------------- | ---- |
|                         | Coligação Democrática Unitária | 1 119 | 38,80 / 100,00  | 6,00 |
|                         | Partido Socialista             | 1 097 | 38,04 / 100,00  | 9,84 |
|                         | Partido Social Democrata       | 280   | 9,71 / 100,00   | 1,30 |
|                         | Bloco de Esquerda              | 167   | 5,79 / 100,00   | 2,71 |
|                         | CDS – Partido Popular          | 108   | 3,74 / 100,00   | 1,35 |
|                         | PCTP/MRPP                      | 36    | 1,25 / 100,00   | 0,82 |
|                         | Outros                         | 25    | 0,85 / 100,00   |      |
| Votos Inválidos         | Votos Inválidos                | 52    | 1,81 / 100,00   | 0,98 |
| Total                   | Total                          | 2 884 | 100,00 / 100,00 |      |
| Eleitorado/Participação | Eleitorado/Participação        | 4 164 | 69,26 / 100,00  | 2,60 |

| Freguesia        | %     | %     | %     | %    | %    | %    | Votantes |
| Freguesia        | CDU   | PS    | PSD   | BE   | CDS  | PCTP | Votantes |
| ---------------- | ----- | ----- | ----- | ---- | ---- | ---- | -------- |
| Cuba             | 38,89 | 35,78 | 10,66 | 6,05 | 4,39 | 0,96 | 1 867    |
| Faro do Alentejo | 41,85 | 49,12 | 2,26  | 2,76 | 2,26 | 1,00 | 399      |
| Vila Alva        | 33,89 | 37,87 | 15,61 | 5,32 | 3,32 | 1,99 | 301      |
| Vila Ruiva       | 39,12 | 37,54 | 7,89  | 8,52 | 2,21 | 2,52 | 317      |
| Cuba             | 38,80 | 38,04 | 9,71  | 5,79 | 3,74 | 1,25 | 2 884    |

### Ferreira do Alentejo
| Partido                 | Partido                        | Votos | %               | +/-   |
| ----------------------- | ------------------------------ | ----- | --------------- | ----- |
|                         | Partido Socialista             | 1 942 | 41,73 / 100,00  | 13,40 |
|                         | Coligação Democrática Unitária | 1 357 | 29,16 / 100,00  | 6,21  |
|                         | Partido Social Democrata       | 528   | 11,35 / 100,00  | 1,39  |
|                         | Bloco de Esquerda              | 364   | 7,82 / 100,00   | 3,74  |
|                         | CDS – Partido Popular          | 227   | 4,88 / 100,00   | 1,96  |
|                         | PCTP/MRPP                      | 83    | 1,78 / 100,00   | 0,44  |
|                         | Outros                         | 54    | 1,16 / 100,00   |       |
| Votos Inválidos         | Votos Inválidos                | 99    | 2,13 / 100,00   | 0,37  |
| Total                   | Total                          | 4 654 | 100,00 / 100,00 |       |
| Eleitorado/Participação | Eleitorado/Participação        | 7 789 | 59,75 / 100,00  | 4,63  |

| Freguesia               | %     | %     | %     | %    | %    | %    | Votantes |
| Freguesia               | PS    | CDU   | PSD   | BE   | CDS  | PCTP | Votantes |
| ----------------------- | ----- | ----- | ----- | ---- | ---- | ---- | -------- |
| Alfundão                | 51,36 | 22,96 | 8,14  | 8,77 | 4,59 | 1,46 | 479      |
| Canhestros              | 43,40 | 33,33 | 10,76 | 5,90 | 3,47 | 1,39 | 288      |
| Ferreira do Alentejo    | 35,11 | 30,95 | 13,79 | 9,39 | 5,46 | 1,70 | 2 472    |
| Figueira dos Cavaleiros | 47,09 | 32,27 | 7,64  | 4,79 | 3,53 | 2,28 | 877      |
| Odivelas                | 55,63 | 15,63 | 10,31 | 5,63 | 4,69 | 2,81 | 320      |
| Peroguarda              | 51,38 | 24,31 | 7,80  | 5,96 | 6,42 | 0,46 | 218      |
| Ferreira do Alentejo    | 41,73 | 29,16 | 11,35 | 7,82 | 4,88 | 1,78 | 4 654    |

### Mértola
| Partido                 | Partido                        | Votos | %               | +/-  |
| ----------------------- | ------------------------------ | ----- | --------------- | ---- |
|                         | Partido Socialista             | 1 803 | 37,63 / 100,00  | 9,89 |
|                         | Coligação Democrática Unitária | 1 709 | 35,67 / 100,00  | 3,31 |
|                         | Partido Social Democrata       | 419   | 8,75 / 100,00   | 1,28 |
|                         | Bloco de Esquerda              | 327   | 6,83 / 100,00   | 2,84 |
|                         | CDS – Partido Popular          | 188   | 3,92 / 100,00   | 1,75 |
|                         | PCTP/MRPP                      | 103   | 2,15 / 100,00   | 1,01 |
|                         | Outros                         | 89    | 1,85 / 100,00   |      |
| Votos Inválidos         | Votos Inválidos                | 153   | 3,20 / 100,00   | 0,67 |
| Total                   | Total                          | 4 791 | 100,00 / 100,00 |      |
| Eleitorado/Participação | Eleitorado/Participação        | 7 464 | 64,19 / 100,00  | 0,50 |

| Freguesia                 | %     | %     | %     | %    | %    | %    | Votantes |
| Freguesia                 | PS    | CDU   | PSD   | BE   | CDS  | PCTP | Votantes |
| ------------------------- | ----- | ----- | ----- | ---- | ---- | ---- | -------- |
| Alcaria Ruiva             | 30,08 | 44,17 | 10,90 | 4,89 | 4,14 | 1,69 | 532      |
| Corte do Pinto            | 38,95 | 34,60 | 7,97  | 6,34 | 3,26 | 2,54 | 552      |
| Espírito Santo            | 41,85 | 32,16 | 8,81  | 4,85 | 3,08 | 4,41 | 227      |
| Mértola                   | 37,34 | 34,24 | 8,14  | 9,53 | 3,77 | 1,72 | 1 805    |
| Santana de Cambas         | 40,93 | 30,31 | 10,62 | 5,21 | 6,37 | 1,54 | 518      |
| São João dos Caldeireiros | 31,57 | 44,19 | 7,83  | 5,81 | 3,54 | 2,53 | 396      |
| São Miguel do Pinheiro    | 40,88 | 33,82 | 8,76  | 5,60 | 3,65 | 2,92 | 411      |
| São Pedro de Solis        | 36,63 | 32,56 | 11,63 | 2,91 | 5,23 | 4,07 | 172      |
| São Sebastião dos Carros  | 51,12 | 36,52 | 4,49  | 2,81 | 1,12 | 1,12 | 178      |
| Mértola                   | 37,63 | 35,67 | 8,75  | 6,83 | 3,92 | 2,15 | 4 791    |

### Moura
| Partido                 | Partido                        | Votos  | %               | +/-   |
| ----------------------- | ------------------------------ | ------ | --------------- | ----- |
|                         | Partido Socialista             | 2 702  | 40,08 / 100,00  | 19,25 |
|                         | Coligação Democrática Unitária | 1 736  | 25,75 / 100,00  | 5,88  |
|                         | Partido Social Democrata       | 936    | 13,89 / 100,00  | 3,81  |
|                         | Bloco de Esquerda              | 576    | 8,54 / 100,00   | 4,94  |
|                         | CDS – Partido Popular          | 421    | 6,25 / 100,00   | 3,38  |
|                         | PCTP/MRPP                      | 106    | 1,57 / 100,00   | 0,20  |
|                         | Outros                         | 86     | 1,26 / 100,00   |       |
| Votos Inválidos         | Votos Inválidos                | 178    | 2,64 / 100,00   | 0,93  |
| Total                   | Total                          | 6 741  | 100,00 / 100,00 |       |
| Eleitorado/Participação | Eleitorado/Participação        | 14 165 | 47,59 / 100,00  | 8,03  |

| Freguesia                   | %     | %     | %     | %     | %    | %    | Votantes |
| Freguesia                   | PS    | CDU   | PSD   | BE    | CDS  | PCTP | Votantes |
| --------------------------- | ----- | ----- | ----- | ----- | ---- | ---- | -------- |
| Amareleja                   | 32,84 | 40,11 | 7,27  | 8,56  | 4,42 | 3,31 | 1 087    |
| Moura (Santo Agostinho)     | 39,45 | 21,94 | 15,99 | 9,61  | 7,99 | 0,73 | 1 914    |
| Moura (São João Baptista)   | 41,32 | 21,39 | 13,69 | 11,86 | 6,05 | 1,22 | 1 636    |
| Póvoa de São Miguel         | 49,38 | 12,66 | 16,87 | 5,96  | 8,19 | 0,74 | 403      |
| Safara                      | 40,81 | 32,50 | 8,32  | 6,19  | 6,77 | 1,93 | 517      |
| Santo Aleixo da Restauração | 45,79 | 32,01 | 10,28 | 2,10  | 3,27 | 3,50 | 428      |
| Santo Amador                | 35,40 | 52,19 | 4,01  | 2,92  | 3,28 | 1,09 | 274      |
| Sobral da Adiça             | 43,78 | 30,08 | 9,75  | 6,64  | 6,22 | 1,04 | 482      |
| Moura                       | 40,08 | 25,75 | 13,89 | 8,54  | 6,25 | 1,57 | 6 741    |

### Odemira
| Partido                 | Partido                        | Votos  | %               | +/-   |
| ----------------------- | ------------------------------ | ------ | --------------- | ----- |
|                         | Partido Socialista             | 4 682  | 35,15 / 100,00  | 20,64 |
|                         | Coligação Democrática Unitária | 3 065  | 23,01 / 100,00  | 5,48  |
|                         | Partido Social Democrata       | 1 974  | 14,82 / 100,00  | 2,14  |
|                         | Bloco de Esquerda              | 1 585  | 11,90 / 100,00  | 7,30  |
|                         | CDS – Partido Popular          | 865    | 6,49 / 100,00   | 3,35  |
|                         | PCTP/MRPP                      | 309    | 2,32 / 100,00   | 0,12  |
|                         | Outros                         | 345    | 2,59 / 100,00   |       |
| Votos Inválidos         | Votos Inválidos                | 495    | 3,72 / 100,00   | 1,09  |
| Total                   | Total                          | 13 320 | 100,00 / 100,00 |       |
| Eleitorado/Participação | Eleitorado/Participação        | 22 004 | 60,53 / 100,00  | 3,80  |

| Freguesia                  | %     | %     | %     | %     | %     | %    | Votantes |
| Freguesia                  | PS    | CDU   | PSD   | BE    | CDS   | PCTP | Votantes |
| -------------------------- | ----- | ----- | ----- | ----- | ----- | ---- | -------- |
| Bicos                      | 35,09 | 34,50 | 9,65  | 6,73  | 4,97  | 4,68 | 342      |
| Boavista dos Pinheiros     | 35,21 | 27,09 | 7,24  | 16,60 | 4,87  | 3,50 | 801      |
| Colos                      | 32,72 | 20,97 | 15,94 | 17,11 | 5,54  | 1,51 | 596      |
| Longueira / Almograve      | 33,23 | 13,00 | 25,36 | 13,32 | 8,19  | 2,09 | 623      |
| Luzianes-Gare              | 35,29 | 35,29 | 10,98 | 6,27  | 2,35  | 3,14 | 255      |
| Odemira (Santa Maria)      | 26,74 | 30,80 | 15,47 | 12,84 | 7,73  | 2,10 | 763      |
| Odemira (São Salvador)     | 30,97 | 25,83 | 18,06 | 13,79 | 5,15  | 1,55 | 1 030    |
| Pereiras-Gare              | 28,22 | 40,49 | 8,59  | 6,13  | 3,68  | 2,45 | 163      |
| Relíquias                  | 43,46 | 31,92 | 8,08  | 5,00  | 3,65  | 3,08 | 520      |
| Saboia                     | 42,37 | 15,42 | 15,76 | 9,15  | 7,29  | 3,05 | 590      |
| Santa Clara-a-Velha        | 55,15 | 12,37 | 15,72 | 5,41  | 5,41  | 1,29 | 388      |
| São Luís                   | 30,09 | 26,82 | 17,45 | 9,27  | 6,45  | 2,64 | 1 100    |
| São Martinho das Amoreiras | 45,43 | 17,50 | 16,21 | 7,70  | 4,49  | 1,28 | 623      |
| São Teotónio               | 36,52 | 21,81 | 11,74 | 12,06 | 7,02  | 2,73 | 2 563    |
| Vale de Santiago           | 26,57 | 41,60 | 7,77  | 8,77  | 7,27  | 2,76 | 399      |
| Vila Nova de Milfontes     | 33,04 | 17,68 | 18,35 | 15,85 | 7,42  | 1,54 | 2 076    |
| Zambujeira do Mar          | 38,32 | 13,52 | 16,80 | 11,07 | 11,48 | 2,05 | 488      |
| Odemira                    | 35,15 | 23,01 | 14,82 | 11,90 | 6,49  | 2,32 | 13 320   |

### Ourique
| Partido                 | Partido                        | Votos | %               | +/-   |
| ----------------------- | ------------------------------ | ----- | --------------- | ----- |
|                         | Partido Socialista             | 1 374 | 39,02 / 100,00  | 10,80 |
|                         | Partido Social Democrata       | 1 065 | 30,25 / 100,00  | 2,65  |
|                         | Coligação Democrática Unitária | 501   | 14,23 / 100,00  | 1,33  |
|                         | Bloco de Esquerda              | 195   | 5,54 / 100,00   | 3,61  |
|                         | CDS – Partido Popular          | 180   | 5,11 / 100,00   | 2,84  |
|                         | Outros                         | 90    | 2,57 / 100,00   |       |
| Votos Inválidos         | Votos Inválidos                | 116   | 3,29 / 100,00   | 0,21  |
| Total                   | Total                          | 3 521 | 100,00 / 100,00 |       |
| Eleitorado/Participação | Eleitorado/Participação        | 5 149 | 68,38 / 100,00  | 2,99  |

| Freguesia        | %     | %     | %     | %    | %    | Votantes |
| Freguesia        | PS    | PSD   | CDU   | BE   | CDS  | Votantes |
| ---------------- | ----- | ----- | ----- | ---- | ---- | -------- |
| Conceição        | 57,45 | 26,60 | 10,64 | 2,13 | 1,06 | 94       |
| Garvão           | 36,76 | 25,69 | 17,00 | 6,52 | 6,52 | 506      |
| Ourique          | 39,92 | 29,01 | 13,57 | 6,06 | 5,75 | 1 651    |
| Panoias          | 38,65 | 26,93 | 23,69 | 4,24 | 2,00 | 401      |
| Santa Luzia      | 40,00 | 21,63 | 25,31 | 5,71 | 4,08 | 245      |
| Santana da Serra | 35,58 | 43,27 | 3,85  | 4,65 | 5,29 | 624      |
| Ourique          | 39,02 | 30,25 | 14,23 | 5,54 | 5,11 | 3 521    |

### Serpa
| Partido                 | Partido                        | Votos  | %               | +/-   |
| ----------------------- | ------------------------------ | ------ | --------------- | ----- |
|                         | Coligação Democrática Unitária | 3 167  | 39,72 / 100,00  | 3,74  |
|                         | Partido Socialista             | 2 276  | 28,54 / 100,00  | 13,40 |
|                         | Partido Social Democrata       | 1 050  | 13,17 / 100,00  | 2,13  |
|                         | Bloco de Esquerda              | 676    | 8,48 / 100,00   | 4,65  |
|                         | CDS – Partido Popular          | 400    | 5,02 / 100,00   | 2,18  |
|                         | PCTP/MRPP                      | 125    | 1,57 / 100,00   | 0,03  |
|                         | Outros                         | 70     | 0,89 / 100,00   |       |
| Votos Inválidos         | Votos Inválidos                | 210    | 2,64 / 100,00   | 0,56  |
| Total                   | Total                          | 7 974  | 100,00 / 100,00 |       |
| Eleitorado/Participação | Eleitorado/Participação        | 14 438 | 55,23 / 100,00  | 4,94  |

| Freguesia                | %     | %     | %     | %     | %    | %    | Votantes |
| Freguesia                | CDU   | PS    | PSD   | BE    | CDS  | PCTP | Votantes |
| ------------------------ | ----- | ----- | ----- | ----- | ---- | ---- | -------- |
| Aldeia Nova de São Bento | 42,54 | 23,42 | 15,62 | 6,75  | 5,18 | 2,37 | 1 601    |
| Brinches                 | 38,39 | 38,20 | 8,25  | 7,49  | 4,61 | 1,15 | 521      |
| Pias                     | 61,54 | 19,54 | 6,16  | 6,60  | 1,74 | 1,18 | 1 607    |
| Serpa (Salvador)         | 18,76 | 34,66 | 19,98 | 12,19 | 8,74 | 1,17 | 1 887    |
| Serpa (Santa Maria)      | 27,94 | 33,37 | 15,52 | 11,75 | 5,88 | 2,44 | 902      |
| Vale de Vargo            | 59,56 | 20,47 | 6,88  | 4,70  | 4,36 | 1,51 | 596      |
| Vila Verde de Ficalho    | 39,07 | 36,16 | 11,63 | 6,86  | 2,44 | 1,05 | 860      |
| Serpa                    | 39,72 | 28,54 | 13,17 | 8,48  | 5,02 | 1,57 | 7 974    |

### Vidigueira
| Partido                 | Partido                        | Votos | %               | +/-   |
| ----------------------- | ------------------------------ | ----- | --------------- | ----- |
|                         | Partido Socialista             | 1 123 | 35,47 / 100,00  | 18,18 |
|                         | Coligação Democrática Unitária | 907   | 28,65 / 100,00  | 6,55  |
|                         | Partido Social Democrata       | 424   | 13,39 / 100,00  | 1,28  |
|                         | Bloco de Esquerda              | 345   | 10,90 / 100,00  | 6,13  |
|                         | CDS – Partido Popular          | 176   | 5,56 / 100,00   | 3,11  |
|                         | PCTP/MRPP                      | 60    | 1,90 / 100,00   | 0,28  |
|                         | Outros                         | 45    | 1,41 / 100,00   |       |
| Votos Inválidos         | Votos Inválidos                | 86    | 2,71 / 100,00   | 0,59  |
| Total                   | Total                          | 3 166 | 100,00 / 100,00 |       |
| Eleitorado/Participação | Eleitorado/Participação        | 5 323 | 59,48 / 100,00  | 3,95  |

| Freguesia      | %     | %     | %     | %     | %    | %    | Votantes |
| Freguesia      | PS    | CDU   | PSD   | BE    | CDS  | PCTP | Votantes |
| -------------- | ----- | ----- | ----- | ----- | ---- | ---- | -------- |
| Pedrógão       | 34,30 | 43,19 | 7,20  | 8,58  | 3,52 | 1,53 | 653      |
| Selmes         | 45,02 | 29,28 | 7,97  | 9,96  | 2,19 | 2,59 | 502      |
| Vidigueira     | 36,63 | 18,38 | 19,41 | 11,93 | 7,20 | 1,17 | 1 458    |
| Vila de Frades | 25,14 | 37,97 | 9,76  | 11,75 | 6,69 | 3,62 | 553      |
| Vidigueira     | 35,47 | 28,65 | 13,39 | 10,90 | 5,56 | 1,90 | 3 166    |